# Ендогуба
Е́ндогуба — деревня в составе Сумпосадского сельского поселения Беломорского района Республики Карелия.

## Общие сведения
Деревня Ендогуба, состоящая из 15 домов, вновь образована в 2014 году на месте существовавшего в XIX—XX веках села с таким же названием.
Расположена на полуострове на северном берегу озера Сумозеро.
В деревне находится памятник истории − дом, в котором родился и до 1925 г. жил Герой Советского Союза А. Н. Пашков (1910—1945). Во второй части полуострова, на котором расположена деревня, сохранилось деревенское кладбище в окружении культовой рощи, признанной выявленным памятником истории. Также в окрестностях деревни находится ряд памятников археологии неолитической эпохи (VII−II тыс. до н. э.).
На гражданском кладбище деревни находится воинское захоронение трёх лётчиков, погибших в годы Великой Отечественной войны.